# Ley de Capitalización (Argentina)
La Ley de Capitalización de 1826 dispuso que la ciudad de Buenos Aires quedara bajo la jurisdicción del Estado Nacional, separándola de la provincia, que en el mismo acto dejó de existir como tal.
El presidente de las Provincias Unidas del Río de la Plata, Bernardino Rivadavia, en su discurso inaugural habló de la necesidad de que el lugar de residencia del Presidente y el Congreso estuviera bajo su exclusiva jurisdicción. El 9 de febrero de 1826 mandó al Congreso el proyecto de Ley de Capitalización, que fue aprobado el 4 de marzo. El gobernador de Buenos Aires, Juan Gregorio de Las Heras, intentó resistirse pero finalmente dejó el cargo pacíficamente.
En julio del año siguiente, luego de la renuncia de Rivadavia al cargo de presidente, la provincia de Buenos Aires recobró su anterior entidad política.
Esta ley fue el punto de partida para la Ley de Federalización de Buenos Aires, de 1880, y la posterior creación de la ciudad de La Plata.